# PL-01坦克
PL-01坦克是一款由波兰OBRUM公司在英国航太系统的支持下，基于瑞典CV90120-T轻型坦克设计的概念轻型坦克，2013年9月2日在举办于波兰凯尔采的国际国防工业展览会上首次亮相。

## 设计
PL-01的布局与其他现代主战坦克类似：驾驶员位于车体前部，无人炮塔在车体后部。此外，车体内还载有指挥员和炮手以及一个能容纳四名步兵的后舱。底盘是基于CV90装甲战斗车改进的。
其装甲采用模組化的陶瓷-芳香聚酰胺复合装甲，能够为车体前部和炮塔提供相当于北约STANAG 4569防护标准（附录A）中5级以上的防护，炮塔和车体上还增装有对投射物提供额外保护的装甲板。此外，车体还能提供符合STANAG 4569（附录B）中4a和4b标准的，对简易爆炸装置和地雷的防护。因车体被吸波材料所完全覆盖，PL-01还是一辆隱形坦克。
动力方面，预计配备一台940马力（700千瓦）以上的柴油发动机，与液力变矩器、自动变速器和辅助驾驶系统耦合。坦克的七对车轮安装了悬挂，前两对和后两对带有装着主动阻尼扭杆的传动轴。PL-01在路面上的速度最高可达每小时70公里，在崎岖不平的地形上则可达每小时50公里；路面最大行驶距离为500（310英里），越野时则为250（160英里）。它还可以爬30度的倾角，跨越宽至2.6公尺的壕沟，并在毫无准备的情况下越过深达1.5公尺的水域（有事先准备时则可以深达5米）。

## 武器
PL-01的主武器是一门105公釐或120公釐的无人坦克炮，能发射炮弹和炮射导弹，符合北约标准。炮塔将会装备自动装弹机以确保6发/分钟的射速。坦克将携带45发弹药：16发储存在炮塔内随时准备发射，其余储存在底盘隔间内。坦克的副武器是一门7.62公釐UKM-2000C机枪，备弹1,000发。
额外武装将安装在遥控模块上，提议过的装备包括备弹8,000发的7.62公釐机枪，备弹400发的12.7公釐机枪，和备弹96发的40公釐自动榴弹发射器。除此之外，PL-01的炮塔内还内置了主动防御系统，可以拦截来袭的导弹和烟雾弹。
所有武器均使用电子稳定系统，观测和瞄准系统将配备激光测距仪、全天候摄像头和第三代热成像仪，且所有数据都会经可视化处理显示在屏幕上。

## 设备
PL-01将在炮塔和车体内安装灭火系统、内部无线电通信系统、主动防御系统、战场管理系统、冷却排气系统、热掩蔽系统和空调过滤器。车组人员配备了特殊的座椅，以减少坦克周围的爆炸的影响。此外，车上还可能配备卫星导航系统和敌我识别系统。

## 衍生型
除用于直接火力支援的坦克，PL-01也能配置成指挥车、扫雷车或装甲维修车。